# Dischidia
Dischidia is een geslacht uit de maagdenpalmfamilie (Apocynaceae). De soorten komen voor van (sub)tropisch Azië tot in het westelijke deel van het Pacifisch gebied.

## Soorten
- Dischidia aberrans Schltr.
- Dischidia acuminata Costantin
- Dischidia acutifolia Maingay ex Hook.f.
- Dischidia albida Griff.
- Dischidia albiflora Griff.
- Dischidia alternans Schltr.
- Dischidia amphorantha K.Schum. & Lauterb.
- Dischidia angustifolia Miq.
- Dischidia antennifera Becc.
- Dischidia argentii Arshed, J.R.Callado & Tandang
- Dischidia asperifolia Schltr.
- Dischidia astephana Scort. ex King & Gamble
- Dischidia atropurpurea Schltr.
- Dischidia bengalensis Colebr.
- Dischidia bisetulosa O.Schwartz
- Dischidia boholensis (Schltr.) Livsh.
- Dischidia calva Kerr
- Dischidia carinata (Schltr.) Arshed, Agoo & Rodda
- Dischidia chinensis Champ. ex Benth.
- Dischidia cleistantha Livsh.
- Dischidia clemensiae Schltr.
- Dischidia cochleata Blume
- Dischidia collyris Wall.
- Dischidia cominsii Hemsl.
- Dischidia complex Griff.
- Dischidia cornuta Livsh.
- Dischidia crassifolia Zipp. ex Schltr.
- Dischidia crassula Schltr.
- Dischidia cyclophylla Schltr.
- Dischidia cylindrica W.W.Sm.
- Dischidia dasyphylla Schltr.
- Dischidia deschampsii King & Gamble
- Dischidia digitiformis Becc.
- Dischidia dohtii T.B.Tran & Livsh.
- Dischidia dolichantha Schltr.
- Dischidia elmeri Schltr.
- Dischidia ericiflora Becc.
- Dischidia formosana Maxim.
- Dischidia fruticulosa Ridl.
- Dischidia galactantha K.Schum.
- Dischidia gibbifera Schltr.
- Dischidia glabrata Arshed & Tandang
- Dischidia griffithii Hook.f.
- Dischidia hahliana Volkens
- Dischidia hirsuta (Blume) Decne.
- Dischidia hollrungii Warb. ex K.Schum. & Lauterb.
- Dischidia hoyella Omlor
- Dischidia imbricata (Blume) Steud.
- Dischidia immortalis Guillaumin
- Dischidia incrassata (Schltr.) Arshed, Agoo & Rodda
- Dischidia indragirensis Schltr.
- Dischidia insularis Schltr.
- Dischidia kerrii Kidyoo & Suddee
- Dischidia khasiana Hook.f.
- Dischidia kutchinensis Becc.
- Dischidia lanceolata (Blume) Decne.
- Dischidia lancifolia Merr.
- Dischidia latifolia (Blume) Decne.
- Dischidia lauterbachii K.Schum.
- Dischidia listerophora Schltr.
- Dischidia litoralis Schltr.
- Dischidia longe-pedunculata Ridl.
- Dischidia longiflora Becc.
- Dischidia longifolia Becc.
- Dischidia luzonica (Schltr.) Arshed, Agoo & Rodda
- Dischidia major (Vahl) Merr.
- Dischidia mariae (Schltr.) Arshed, Agoo & Rodda
- Dischidia maxima Koord.
- Dischidia melanesica Fosberg
- Dischidia meleagridiflora O.Schwartz
- Dischidia merrillii Schltr.
- Dischidia micholitzii N.E.Br.
- Dischidia micrantha Becc.
- Dischidia milnei Hemsl.
- Dischidia neurophylla Lauterb. & K.Schum.
- Dischidia nicobarica Didr.
- Dischidia nummularia R.Br.
- Dischidia oblongata Arshed, Agoo & Rodda
- Dischidia obovata Decne.
- Dischidia oiantha Schltr.
- Dischidia ovata Benth.
- Dischidia oxyphylla Miq.
- Dischidia papuana Warb.
- Dischidia parasita (Blanco) Arshed, Agoo & Rodda
- Dischidia parvifolia Ridl.
- Dischidia peltata Blume
- Dischidia phuphanensis Chatan & Promprom
- Dischidia picta Blume
- Dischidia platyphylla Schltr.
- Dischidia polilloensis Kloppenb.
- Dischidia polyphylla Ridl.
- Dischidia puberula Decne.
- Dischidia pubescens Ridl.
- Dischidia punctata (Blume) Decne.
- Dischidia purpurea Merr.
- Dischidia quinquangularis Schltr.
- Dischidia reniformis Schltr.
- Dischidia retusa Becc.
- Dischidia rhodantha Ridl.
- Dischidia rimicola Kerr
- Dischidia rosea Schltr.
- Dischidia roseoflavida Schltr.
- Dischidia rostrata Arshed, Agoo & Rodda
- Dischidia rumphii Miq.
- Dischidia ruscifolia Decne. ex Becc.
- Dischidia saccata Warb.
- Dischidia sagittata (Blume) Decne.
- Dischidia sarasinorum Warb.
- Dischidia scortechinii King & Gamble
- Dischidia singularis Craib
- Dischidia soronensis Becc.
- Dischidia spironema Turcz.
- Dischidia squamulosa Becc.
- Dischidia striata Schltr.
- Dischidia subulata Warb.
- Dischidia superba Rintz
- Dischidia thaithongiae Kidyoo
- Dischidia thongphaphumensis Samsungnoen, Kidyoo & A.Kidyoo
- Dischidia tjidadapensis Bakh.f.
- Dischidia tomentella Ridl.
- Dischidia tonkinensis Costantin
- Dischidia tonsuensis T.Green & Kloppenb.
- Dischidia torricellensis (Schltr.) P.I.Forst.
- Dischidia tricholoba Kerr
- Dischidia trichostemma Schltr.
- Dischidia truncata (Blume) Decne.
- Dischidia vadosa Rintz
- Dischidia vidalii Becc.

Aganonerion · 
Acokanthera · 
Adenium · 
Aganosma · 
Allamanda · 
Alstonia · 
Alyxia · 
Amalocalyx · 
Anodendron · 
Apocynum .
Asclepias · 
Baharuia · 
Baissea · 
Beaumontia ·
Caralluma · 
Carissa · 
Catharanthus · 
Cerbera · 
Ceropegia (lantaarnplanten) · 
Chonemorpha · 
Cleghornia · 
Cynanchum · 
Dewevrella ·
Dischidia ·
Ditassa  ·
Echites · 
Elytropus · 
Epigynum · 
Eucorymbia · 
Forsteronia · 
Hoodia · 
Hoya · 
Hylaea · 
Huernia · 
Ichnocarpus · 
Ixodonerium · 
Kopsia · 
Landolphia · 
Lhotzkyella · 
Macroditassa · 
Mandevilla · 
Manothrix · 
Margaretta · 
Marsdenia · 
Matelea · 
Melinia ·
Melodinus  · 
Merrillanthus · 
Metaplexis · 
Metastelma · 
Microdactylon · 
Microloma · 
Miraglossum · 
Mitostigma · 
Morrenia · 
Motandra · 
Nautonia · 
Neoschumannia · 
Nephradenia · 
Notechidnopsis · 
Odontadenia · 
Odontanthera · 
Oncinema · 
Oncostemma · 
Ophionella · 
Orbea · 
Orbeanthus · 
Orbeopsis · 
Orthanthera · 
Orthosia · 
Oxypetalum · 
Oxystelma · 
Pachycarpus · 
Pachycymbium · 
Pachypodium · 
Papuechites · 
Parameria · 
Parapodium · 
Parepigynum · 
Parsonsia · 
Pectinaria · 
Pentacyphus · 
Pentarrhinum · 
Pentasachme · 
Pentastelma · 
Pentatropis · 
Peplonia · 
Pergularia · 
Periglossum · 
Petopentia · 
Pherotrichis · 
Philibertia · 
Piaranthus · 
Pleurostelma · 
Plumeria · 
Pseudolithos · 
Quaqua · 
Quisumbingia · 
Raphistemma · 
Raphionacme · 
Rauvolfia · 
Rhyncharrhena · 
Rhyssolobium · 
Rhyssostelma · 
Rhytidocaulon · 
Riocreuxia · 
Rojasia · 
Sarcolobus ·
Sarcostemma · 
Schistogyne · 
Schistonema · 
Schubertia · 
Secamone · 
Secamonopsis · 
Seutera · 
Sindechites · 
Sisyranthus · 
Solenostemma · 
Sphaerocodon · 
Stapelia · 
Stapelianthus · 
Stapeliopsis · 
Stathmostelma · 
Stenomeria · 
Stenostelma · 
Stigmatorhynchus · 
Schizozygia · 
Tacazzea · 
Tectiphiala · 
Trachelospermum · 
Urceola · 
Vallariopsis · 
Vinca (maagdenpalm) · 
Vincetoxicum (engbloem)